# Markus Wallner
Markus Wallner (Bludenz, 20 de julio de 1967) es un político austriaco (ÖVP). Desde 2011, ha sido el gobernador de Vorarlberg.

## Vida y trabajo
Markus Wallner nació el 20 de julio de 1967, hijo de Herwig y Theresia Wallner en la capital del distrito de Bludenz. Se graduó de su gimnasio en 1985. Después de la graduación, comenzó a estudiar ciencias políticas e historia en la Universidad de Innsbruck, donde fue presidente de la Unión de Estudiantes. En la Asociación de Industriales de Vorarlberg, se encargó de las relaciones públicas en 1993. El 18 de agosto de 1995, se casó con su esposa Sonja y tiene tres hijos.

### Comienzos en la política
En 1994, Wallner entró por primera vez en contacto con la política cuando se convirtió formalmente en miembro del Partido Popular Austriaco y fue empleado en la oficina provincial del Partido Popular de Vorarlberg en Bregenz. El 19 de abril de 1995 también asumió su primer cargo político como miembro del concejo municipal de su ciudad natal de Frastanz. En abril de 1997, se convirtió en asistente personal del Gobernador Herbert Sausgruber, y el 1 de noviembre de 1999 asumió el cargo de gerente del partido ÖVP de Vorarlberg.

### Política a nivel nacional
El 11 de octubre de 2000, Wallner sucedió a su colega de partido Greti Schmid como Ministro Regional en el Gobierno de Vorarlberg. A partir del 29 de enero de 2003, se desempeñó en el Parlamento Estatal de Vorarlberg como presidente del grupo parlamentario ÖVP. El 13 de diciembre de 2006, Wallner fue nombrado como reemplazo del renunciante Hans-Peter Bischof en el gobierno provincial como vicegobernador, por lo tanto, Wallner asumió como Vicegobernador. Como tal, su área de responsabilidad abarcaba en el gobierno estatal de Vorarlberg los campos de derecho de salud y seguridad social, asuntos médicos, asistencia a discapacitados y, desde 2009, construcción, industria de la construcción, ingeniería mecánica e ingeniería eléctrica, así como teleféricos y tecnología de ascensores. Hasta 2009 también fue responsable de cultura, educación, archivos y bibliotecas, y escuelas de música, pero la responsabilidad pasó a Andrea Kaufmann.

### Como jefe de Estado en la política
El 7 de octubre de 2011, Markus Wallner fue nominado por el entonces gobernador de Vorarlberg, Herbert Sausgruber, como su sucesor. Posteriormente, Wallner asumió el cargo el 18 de octubre, inicialmente como cuidador y desde el 17 de marzo de 2012, se convirtió oficialmente en el presidente del partido provincial del Partido Popular de Vorarlberg.
El 7 de diciembre de 2011, Wallner fue elegido por los diputados como gobernador provincial. Formó la Coalición Negra-Verde con el pueblo de la campiña de Vorarlberg. El cargo lo ejerce como vicegobernador en el gobierno estatal actual, junto a su colega de partido Karlheinz Rüdisser.

## Honores
- Gran Cruz de la Orden del Mérito del Principado de Liechtenstein. (20 de diciembre de 2022)